# Dale Kavanagh

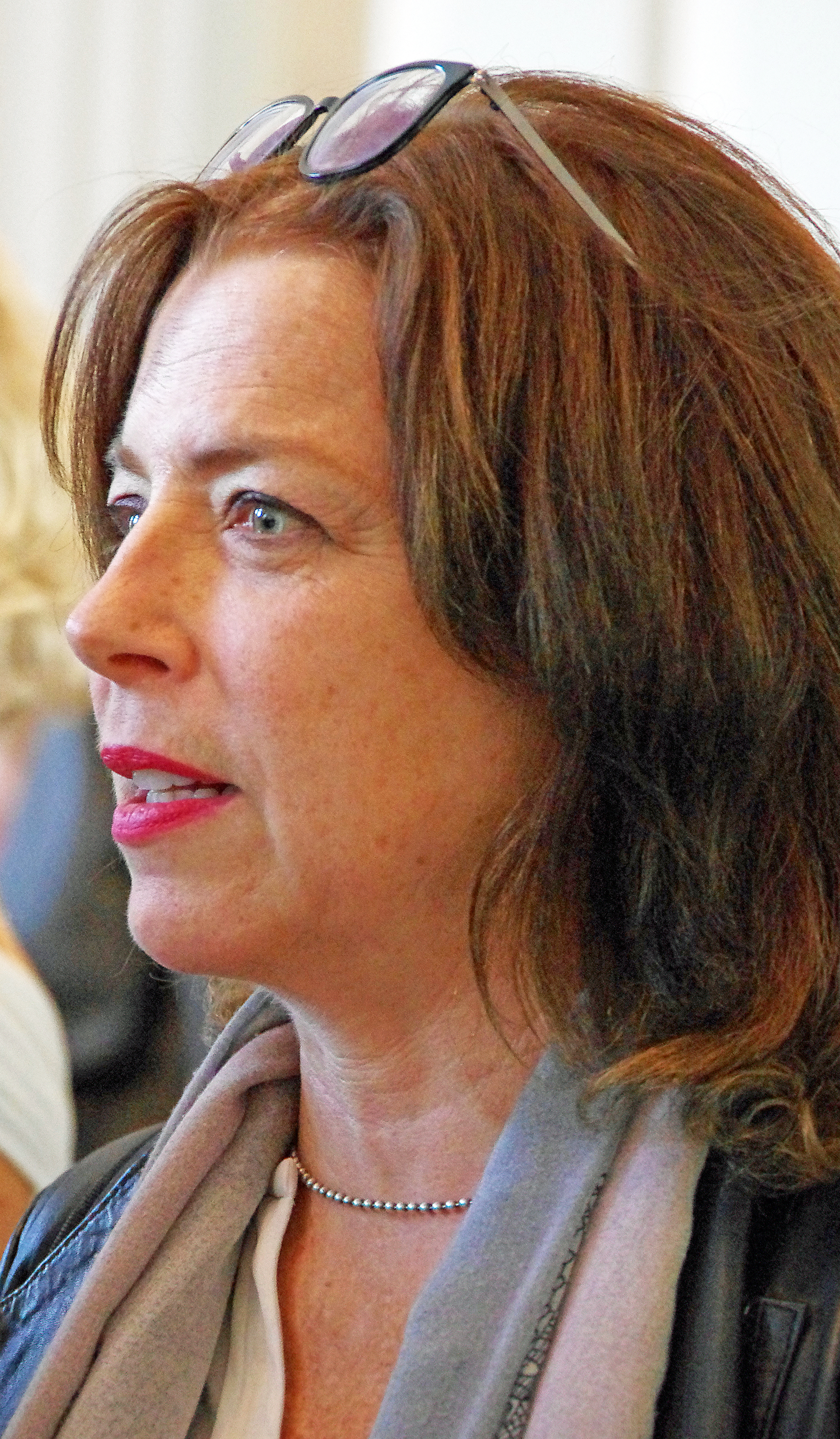

Dale Kavanagh (* 1958 in Halifax) ist eine kanadische Gitarristin, Komponistin und ehemalige Professorin an der Hochschule für Musik Detmold.

## Künstlerischer Werdegang
Neben dem Studium der Gitarre an der University of Toronto und der Musik-Akademie der Stadt Basel bei Oscar Ghiglia besuchte sie Meisterkurse u. a. bei Mitgliedern des Juilliard-Streichquartetts, des Emerson-Streichquartetts sowie bei John Cage. Dale Kavanagh ist weltweit zu Gast auf großen Musik- und Gitarrenfestivals und hat als Solistin und mit ihrem Ehemann und musikalischem Partner Thomas Kirchhoff im Amadeus Guitar Duo in mehr als 40 Ländern über 1000 Konzerte gegeben.
Viele Komponisten (Harald Genzmer, Roland Dyens, Carlo Domeniconi, Jaime M. Zenamon, Stephen Dodgson, Martin Herchenröder, Stephen Funk-Pearson, Bruce Shavers) haben Dale Kavanagh ihre Werke gewidmet – darunter auch mehrere Konzerte für Gitarre und Orchester. Sie spielte als Solistin mit dem Gewandhausorchester Leipzig, den Berliner Symphonikern, dem Prager Kammerorchester, der Thüringen Philharmonie Gotha und vielen anderen Orchestern weltweit.
Von 1999 bis 2020 war Kavanagh Professorin und leitet erst eine Gitarrenklasse an der Hochschule für Musik Detmold, Abteilung Dortmund, und ab 2004 in Detmold selbst. Von 2003 bis 2010 war Dale Kavanagh Gastprofessorin an der Acadia-University in Kanada. Ferner unterrichtet sie an der Guitar Academy in Koblenz.
Sie veröffentlicht ihre Schallplatten exklusiv bei Hänssler Classic. Ihre Kompositionen erscheinen bei den Verlagen Hubertus Nogatz (Essen), Chanterelle (Heidelberg) und Cari (Rom).

## Preise und Auszeichnungen
Dale Kavanagh ist Preisträgerin zahlreicher bedeutender internationaler Wettbewerbe:
- Segovia-Wettbewerb (Spanien, 1987)
- Internationaler Gitarrenwettbewerb Gargnano (Italien, 1988)
- Internationaler Gitarrenwettbewerb Neuchâtel (Schweiz, 1986)
- Internationaler Skandinavischer Wettbewerb (Finnland, 1988)